# Acer laetum
Acer laetum é uma espécie de árvore do gênero Acer, pertencente à família Aceraceae.